# Episodi di Aprite: polizia!
La prima e unica stagione della serie televisiva italiana Aprite: polizia!, composta da sei episodi, è andata in onda dal 9 agosto al 13 settembre 1958 sul Programma Nazionale della Rai.
| nº | Titolo                       | Prima TV Italia   |
| -- | ---------------------------- | ----------------- |
| 1  | Ragazze in vetrina           | 9 agosto 1958     |
| 2  | Jazz freddo                  | 16 agosto 1958    |
| 3  | Giochi di società            | 23 agosto 1958    |
| 4  | Un paese che legge           | 30 agosto 1958    |
| 5  | Un gentiluomo nell'imbarazzo | 6 settembre 1958  |
| 6  | La trappola                  | 13 settembre 1958 |

## Ragazze in vetrina
- Prima televisiva: 9 agosto 1958
- Durata: 61 min.

### Trama
Nell'ambiente degli atelier di moda, dove gli scontri (professionali e non solo) tra modelle sono all'ordine del giorno, viene ritrovato un cadavere dietro una vetrina. Dapprima si propende per un suicidio, ma il commissario Alzani invece è convinto si tratti di omicidio.
- Interpreti: Rodolfo Cappellini (Ernesto), Leonora Ruffo (Elena), Grazia Maria Spina (Adriana), Luisa Rivelli (Mirella), Evi Maltagliati (Madame Germaine), Paolo Ferrara (padre di Elena), Isa Querio (madre di Elena), Giuseppe Pagliarini (padre di Adriana), Valerio Garbarino (fratello di Adriana), Anty Ramazzini (padrona della pensione), Roberto Bruni (dottore), Luca Pasco (agente), Luisa Fiore (cameriera), Maria Donati (portinaia), Velia De Angelis (prima signora), Cesarina Aluigi (seconda signora).

## Jazz freddo
- Prima televisiva: 16 agosto 1958
- Durata: 53 min.

### Trama
Al night club "Gran Canaria", dove si suona musica jazz, frequentato dal figlio di un banchiere, una notte avviene un incidente. Il ragazzo, alquanto viziato, è sedotto per conto del gestore del locale dalla cantante Mignon, con lo scopo di truffarlo facendolo perdere ai giochi d'azzardo che si tengono in una bisca clandestina annessa al club. Alzani, anche lui frequentatore del locale notturno, indaga per incastrare Valdini, avvezzo a ricattare avventori sprovveduti e sfruttare le cantanti del night affinché agiscano per suo conto.
- Interpreti: Lia Zoppelli (Mignon), Carlo D'Angelo (Vandini), Matteo Spinola (Giacomo), Filippo Torriero (il "brutto tipo"), Alessandra Lupinacci (commessa), Margherita Sala (portinaia), Renato Mori (primo cameriere), Giuliano Isidori (secondo cameriere).

## Giochi di società
- Prima televisiva: 23 agosto 1958
- Durata: 43 min.

### Trama
Durante una festa organizzata da rampolli della buona società, tra ripicche, amori fugaci e balli scatenati, si decide di organizzare un gioco pericoloso: a luci spente, con un mazzo di carte, ciascuno ne sceglie una non facendo sapere agli altri la carta pescata. Chi prende il re di picche viene considerato il poliziotto, mentre chi prende il fante di fiori sarà l'assassino. Quando le luci si riaccendono, uno di loro viene trovato morto e sarà il commissario Alzani a tentare di sbrogliare la matassa.
- Interpreti: Paola Dapino (Silvana), Alessandro Ninchi (Aldo), Patrizia Della Rovere (Adriana), Vanni Materassi (Stefano), Vira Silenti (Giovanna), Franco Pastorino (Marco), Daniela Calvino (Lola), Gabriele Antonini (Michele), Bruno Smith (dottore).

## Un paese che legge
- Prima televisiva: 30 agosto 1958
- Durata: 51 min.

### Trama
Durante l'estate Alzani ha intenzione di recarsi all'Isola d'Elba in vacanza con una bella ragazza, ma viene richiamato in servizio dal maresciallo Patanò poiché vengono incaricati di recarsi in un paese delle Marche, per un tentativo di spionaggio industriale su formule chimiche in grado di creare pericolose misture. Il commissario, sfruttando la sua passione per la pittura paesaggistica, inizia a indagare e ben presto qualcuno viene ritrovato ucciso. Riuscirà a risolvere il caso grazie a un particolare letterario.
- Interpreti: Franca Tamantini (Marta Reiner), Maresa Gallo (Adele), Milly Vitale (Maria), Alberto Lupo (Luigi), Corrado Sonni (direttore della fabbrica), Michele Malaspina (capo della polizia), Vittorio Duse (brigadiere), Alfredo Salvatori (padrone della locanda), Arturo Bragaglia (il vecchietto), Gisella Monaldi (una contadina), Enza Soldi (impiegata dell'ufficio postale), Luca Pasco (un agente).

## Un gentiluomo nell'imbarazzo
- Prima televisiva: 6 settembre 1958
- Durata: 47 min.

### Trama
Un conte decaduto e ricolmo di debiti, che vive in una modesta pensione senza pagare niente poiché legato sentimentalmente alla proprietaria, viene accusato del furto di una collana. Il commissario Alzani dovrà tentare di scagionarlo.
- Interpreti: Franco Volpi (il conte Ludovico Ildebrando Maria), Lia Angeleri (Hilda Moser), Elisa Cegani (Dora), Vinicio Sofia (vicesindaco), Renato Navarrini (perito), Adriano Micantoni (fattorino), Alfredo Barchi (agente), Tina Perna (cameriera), Alfredo Belletti (un signore), Maria Ricci (una signora), Franco Berardi (un giovane).

## La trappola
- Prima televisiva: 13 settembre 1958
- Durata: 49 min.

### Trama
Un boss della malavita statunitense ritorna in Italia dopo diciotto anni da latitante con il progetto di uccidere il suo ex socio, adesso diventato gestore di un luna-park. Alzani, in procinto di essere trasferito in un nuovo commissariato per la promozione, lasciando così il maresciallo Patanò, viene incaricato di sventare i suoi piani ma, quando inizia a contrastarlo, viene attirato in una trappola: quando il socio viene ritrovato morto, lo stesso commissario viene accusato del delitto; deve dunque sbrogliare il caso per evitare la degradazione e l'arresto.
- Interpreti: Aroldo Tieri (Tony Nicola, detto "il Rosso"), Giuseppe Pertile (il calabrese), Aurora Trampus (Rosy), Massimo Giuliani (Danilo), Elda Tattoli (madre di Danilo), Rosolino Bua (signore anziano), Liana Del Balzo (moglie dell'anziano), Francesco Casaretti (un giovanotto), Cesco Ferro, Gualtiero Rizzi, Luca Pasco (agenti).